# OZ Большого Пса
OZ Большого Пса (лат. OZ Canis Majoris) — одиночная переменная звезда в созвездии Большого Пса на расстоянии (вычисленном из значения параллакса) приблизительно 8737 световых лет (около 2679 парсеков) от Солнца. Видимая звёздная величина звезды — от +13,2m до +9,8m.

## Характеристики
OZ Большого Пса — пульсирующая полуправильная переменная звезда типа SRA (SRA).